# The Zone
"The Zone" é uma canção do cantor e compositor canadense The Weeknd, em parceria com o rapper canadense Drake. Inicialmente produzida para a mixtape Thursday (2011), foi remasterizada e lançada como terceiro single do álbum Trilogy (2012). Sendo a primeira colaboração entre os dois artistas, seu lançamento ocorreu em 16 de novembro de 2012, pela XO e Republic Records.

## Videoclipe
O videoclipe de "The Zone", dirigido por The Weeknd, foi lançado em 7 de novembro de 2012, na conta pessoal do artista. Tempos depois, foi enviada ao canal da Vevo do artista em 8 de novembro de 2012. Desde o lançamento, conta com mais de 63 milhões de visualizações no YouTube.

## Lista de faixas
| Download digital |            |                                                   |                        |         |  |
| N.º              | Título     | Compositor(es)                                    | Produtor(es)           | Duração |  |
| 1.               | "The Zone" | Aubrey Graham Abel Tesfaye Doc McKinney Illangelo | Doc McKinney Illangelo | 6:58    |  |

## Créditos
Os créditos foram adaptados do encarte do Trilogy.
- The Weeknd – composição, vocais
- Drake – artista convidado
- Doc McKinney – composição, instrumentos, produção
- Carlo "Illangelo" Montagnese – composição, instrumentso, mixagem, produção

## Posições
| Tabela musical (2012-13)                                  | Melhor posição |
| --------------------------------------------------------- | -------------- |
| Estados Unidos R&B/Hip-hop Digital Song Sales (Billboard) | 50             |

## Histórico de lançamento
| Região | Data                   | Formato          | Gravadora(s) | Ref.  |
| ------ | ---------------------- | ---------------- | ------------ | ----- |
| Mundo  | 16 de novembro de 2012 | Download digital | XO Republic  | [ 5 ] |